# Атлантико-Норте
Автоно́мный регио́н Атла́нтико-Но́рте (Región Autónoma del Atlántico Norte, RAAN), или Ко́ста-Кари́бе-Но́рте (АРККН, исп. Región Autónoma de la Costa Caribe Norte, RACCN),  — один из двух автономных регионов в Никарагуа.

## География
Регион расположен в северо-восточной части Никарагуа, вдоль побережья Атлантического океана. В его состав также входят находящиеся в океане острова Мискитос. Атлантико-Норте — крупнейший по площади регион/департамент Никарагуа.
Площадь региона составляет 33 105,98 км². Численность его населения — 453 541 человек (перепись 2012 года). Плотность населения — 13,70 чел./км². Административный центр — город Пуэрто-Кабесас.
Граничит на западе с департаментом Хинотега, на юге с департаментом Матагальпа и Атлантико-Сур, на севере с Гондурасом.

## История
Регион образован согласно новой конституции страны 1987 года на месте бывшего департамента Селая.

## Муниципалитеты
В административном отношении Атлантико-Норте состоит из 8 муниципалитетов:
1. Бонанса
2. Васлала
3. Васпам
4. Мулукуку
5. Принсаполка
6. Пуэрто-Кабесас
7. Росита
8. Сиуна

## Транспорт
Регион обслуживает международный аэропорт Сьюна, располагающийся в одноимённом городе.